# 伊藤重次
伊藤 重次（いとう しげつぐ）は、安土桃山時代から江戸時代初期の武将。

## 生涯
祖父の代から甲斐武田氏に仕える。兄重久は長篠の戦いで戦死したために家督を継ぐ。田中城防衛線や膳城攻撃で武功を立てた。天正10年（1582年）武田氏が滅ぶと徳川家康の傘下に入り、同年の天正壬午の乱でも北条氏直の調略を断って家康に味方した。天正12年（1584年）小牧・長久手の戦いに参陣。天正13年（1585年）第一次上田合戦からは大久保忠世の配下として参戦した。天正18年（1590年）小田原征伐に参戦。その後の徳川氏の関東移封に従って新たに武蔵男衾郡鉢形に移る。慶長5年（1600年）第二次上田合戦にも従った。